# Thaumatogelis femoralis
Thaumatogelis femoralis är en stekelart som först beskrevs av Carl Gustav Alexander Brischke 1881.  Thaumatogelis femoralis ingår i släktet Thaumatogelis och familjen brokparasitsteklar. Arten är reproducerande i Sverige. Inga underarter finns listade i Catalogue of Life.